# Paul Boysen

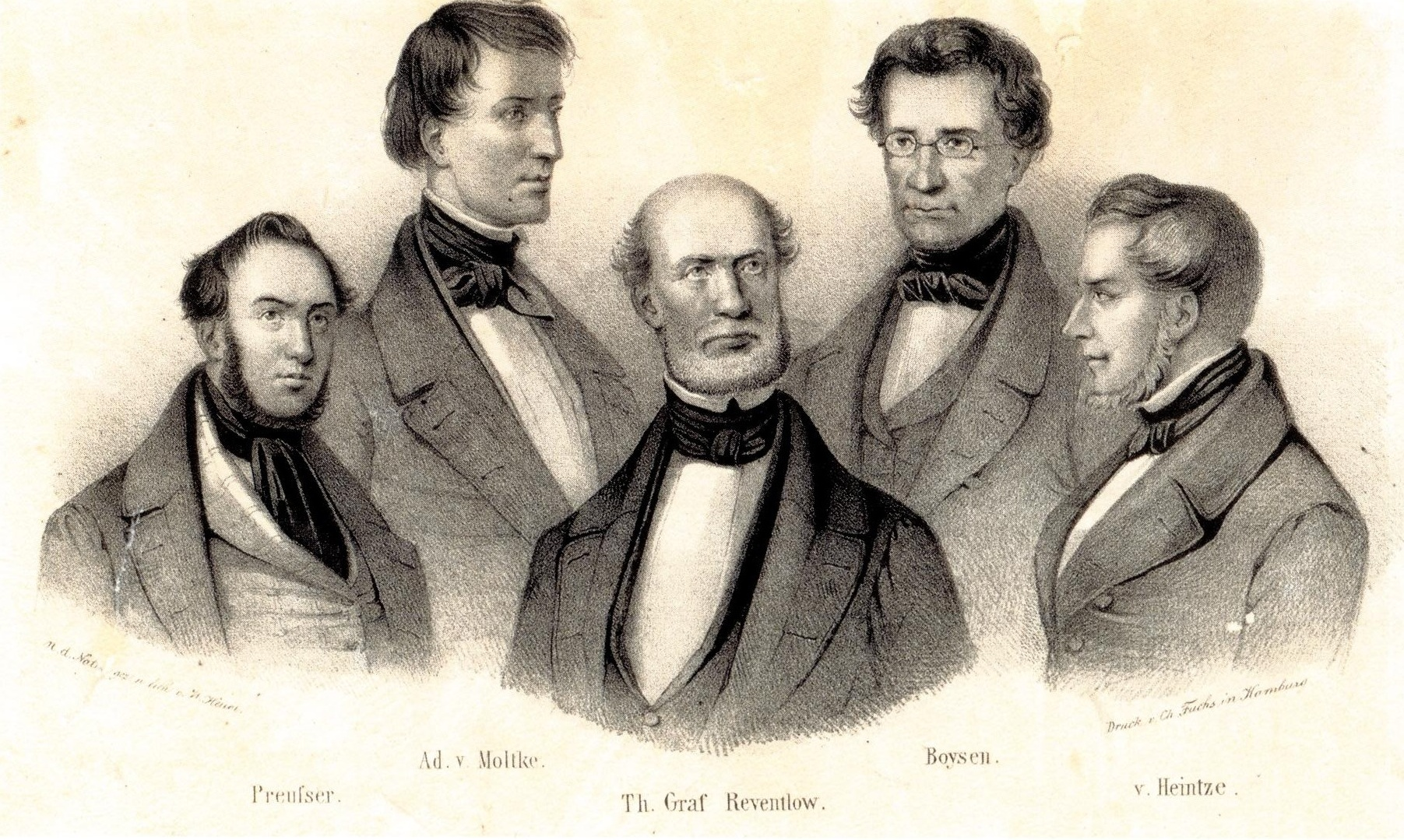
Gemeinsame Regierung 1849

Paul Johann Friedrich Boysen (* 6. Juni 1803 in Heide; † 13. November 1886 in Hildesheim) war von 1852 bis 1875 Bürgermeister und ab dem 10. April 1871 Oberbürgermeister von Hildesheim.

## Leben
Paul Boyen war als Mitglied der Familie Boysen ein Sohn von Georg Wiebers Boysen (getauft am 9. Mai 1770 in Lunden; † 17. November 1830 in Heide) und dessen Ehefrau Catharina, geborene Arens (* 30. Dezember 1772 in Heide; † 1855 in Hildesheim). Der Vater war ein Provinzialchirurg der Landschaft Norderdithmarschen. Der Großvater mütterlicherseits namens Johann Arens (1730–1809) war verheiratet mit Rebecka Margarethe, geborene Kock.
Boysen studierte Rechtswissenschaften in Kiel, Bonn und Heidelberg und war Mitglied der Corps Holsatia Heidelberg (1818) und Holsatia Kiel (1821). Nach Beendigung seiner Studien wurde er Kirchspielvogt in Büsum und Landvogt in Heide (Holstein). 1848/49 war er Mitglied der Gemeinsamen Regierung (Schleswig-Holstein), dann Departementschef des Innern. 1852 wurde er abgesetzt.
1853 wurde er Bürgermeister von Hildesheim und Syndikus der Hildesheimer Provinziallandschaft. In seine Amtszeit fallen die Einführung der Gasbeleuchtung und der Kanalisation in Hildesheim. Zusammen mit seinem engen Mitarbeiter August Helmer wurde ihm dafür am 17. November 1882 das Ehrenbürgerrecht verliehen.

## Ehrungen
Boysen wurde wiederholt ausgezeichnet. 1845 wurde er zum Ritter vom Dannebrog ernannt. 1868 erhielt er beim Besuch von König Wilhelm den Roten Adlerorden 4. Klasse, 1875 anlässlich des 50-jährigen Dienstjubiläums den Roten Adlerorden 3. Klasse. 1891 wurde die Boysenstraße in der Oststadt nach ihm benannt.

## Familie
Boysen heiratete am 25. Mai 1838 in Heide Sophia Louise Dorothea Scheteling (* 10. Dezember 1814 in Heide; † 21. Januar 1901 in Hildesheim). Ihr Vater Carl Andreas Schetelig (1775–1825) war ein Kirchenpropst in Norderdithmarschen und verheiratet mit Anna Sophia Christiana, geborene Johannsen. Das Ehepaar Boysen hatte eine Tochter und drei Söhne, darunter den Landwirt Carl.